# Edmund Phelps
Edmund Phelps (Evanston, 26 de julho de 1933) é um economista estadunidense, professor na Universidade Columbia.
Foi agraciado com o Prémio de Ciências Económicas em Memória de Alfred Nobel de 2006, por seu trabalho com análise de política econômica, que culminou com a teoria da taxa de desemprego não-acelerando a inflação. Phelps é conhecido também por propôr a regra de ouro da poupança, que é a taxa de investimentos que permite a estabilização do consumo no longo prazo.
Phelps foi o primeiro economista desde 1999 a receber sozinho o Prêmio de Ciências Econômicas.
Foi agraciado com o Doutoramento Honoris Causa pela Universidade Nova de Lisboa em 2002/2003.
Em junho de 2020, tornou-se signatário do apelo internacional a favor da economia púrpura («Por um renascimento cultural da economia») publicado no Corriere della Sera, El País e Le Monde.